# Tricyrtis imeldae
Tricyrtis imeldae är en liljeväxtart som beskrevs av Guthnick. Tricyrtis imeldae ingår i släktet skuggliljor, och familjen liljeväxter. Inga underarter finns listade.